# Clan Ōsaki
Le clan Ōsaki (大崎氏, Ōsaki-shi) est une famille d'obligés subordonnée à Minamoto no Yoritomo de la fin de l'époque de Heian à l'avènement du shogunat de Kamakura dans le Japon féodal. Il était important dans la province de Mutsu.